# Stefano Borgia
Stefano Borgia, född 3 december 1731 i Velletri, Italien, död 23 november 1804 i Lyon, Frankrike, var en italiensk kardinal, teolog, antikvarist och historiker.

## Biografi
Kardinal Borgia tillhörde en välkänd familj i Velletri, där han föddes och var en avlägsen släkting till huset Borgia. Hans tidiga utbildning styrdes av hans farbror Alessandro (1682-1764), ärkebiskop av Fermo. Redan i sin ungdom visade Borgia fallenhet för historisk forskning och ett intresse för relikter av forntida civilisationer, en linje där han vid 19 års ålder lyckades bli intagen i Accademia Etrusca di Cortona.
Borgia grundade ett museum i Velletri, där han under hela sitt liv samlade mynt och manuskript, särskilt koptiska, och som kan ses som hans stora livsverk. Hans passion för antikviteter var så stor att han sålde sina juveler och dyrbara lergods för att säkerställa de eftertraktade skatterna och göra beskrivning av dem dokumenterad. Han ställde sin vetenskapliga samling till förfogande för forskare, oavsett tro och land, och gav dem uppmuntran och stöd. Paolino da San Bartolomeo, Adler, Zoega, Heeren och många andra fanns bland hans entusiastiska vänner.
Borgia blev kardinal 1789 och under perioden av den franska revolutionen fick han ansvar för Rom från Pius VI (1797-1798). Efter tillkännagivandet av franska republiken greps han (1798), men släpptes snabbt, varpå han omedelbart återupptog sina studier och insamlingar. Strax därpå kontaktade han Pius VI i Valence, Drôme, och försökt att få denne att sända missionärer till Asien och Afrika för att predika evangeliet och samla in olika betydelsefulla dokument.
Borgia deltog i konklaven 1800, som valde påven Pius VII och hjälpte honom i omorganisationen av Kyrkostaten. År 1801 blev han rektor för Collegium Romanum, och följde Pius VII när denne åkte till Frankrike för att kröna den nye kejsaren Napoleon. Väl framme i Lyon blev Borgia sjuk och dog. Efter hans död delades hans samling av koptiska manuskript så att de icke-bibliska manuskripten fördes till Neapel och placeras i Biblioteca Borbonica, nu Biblioteca Nazionale Vittorio Emanuele III och de bibliska manuskripten, med undantag för ett fåtal som togs till Neapel av misstag, gavs till Congregation de Propaganda Fide, tillsammans med en samling av mynt och dokument som utgör Museo Borgiano. Vid mitten av 1800-talet överfördes manuskripten från Museo Borgiano till Vatikanbiblioteket, där de finns i dag.

## Publikationer
- Esposizione del Monumento di Papa Giovanni XVI (Rom, 1750).
- Interpretazione di un' antica Inscrizione scoperta in Malta (Rom: Pagliani, 1751).
- Istoria della Citta di Tadino nell' Umbria, e relazione delle sue rovine (Rom, 1751).
- Illustrazione su di un antica Inscrizione della Citta di Cupra Montana, contro l'opinione del P.D. Mauro Sarti Camaldolese (Pesaro, 1752; Modena, 1756).
- Apologia del Pontificato di Benedetto X 1752 (Modena, 1756).
- Oratio hab. cor. Bened. XIV P. M. in die Ascension Dom. 1757 (Rom, 1757).
- Meorie Istoriche della Pontificia Citta di Benevento dal secolo VIII al secolo XVIII (Rom: Salomoni, 1763–69).
- Opusculum Augustinei Card. Valerii de Benedictione Agnorum Dei (Rom, 1775).
- Vaticana confessio B. Petri chronoligcis testimoniis illustrata (Rom, 1776).
- De Cruce Vaticana ex dono Iustini Augusti (Rom, 1779).
- De Cruce Veliterna Commentarius (Rom, 1780).
- Breve istoria del dominio temporale della S. Sede Apostolica sulle Due Sicilie (Rom, 1788).
- Defesa del dominio temporale della S. Sede Apostolica in Sicilia (Rom, 1791).